# Fredrik Tersmeden (militär)
Fredrik Tersmeden, född 9 februari 1752 på Väst-Sura i Västmanland, död 20 september 1819 i Stockholm, var en svensk friherre, militär och ämbetsman.

## Biografi
Fredrik Tersmeden var son till assessorn Jacob Tersmeden den yngre och brukspatronessan Magdalena Elisabet Söderhielm och gifte sig 1801 med friherrinnan Maria Stanislas Josefine Sparre.
Då Tersmeden var 16 år blev han förare vid Västmanlands regemente och året efter blev han livdrabant. 1775 blev han löjtnant vid Upplands regemente och 1783 förste major vid Hälsinge regemente, där han som chef för regementet deltog i finska kriget 1788–1790, bland annat i Kapitais och Anjala. 
Han befordrades 1792 till överstelöjtnant och blev 1795 generaladjutant och överste i armén.
På grund av hög arbetsbelastning lämnade Tersmeden regementet 1798 och förordnades samma år till vice president i Krigskollegium. 1809 blev han friherre och utnämndes 1812 till generalmajor, ordförande i krigshovrätten samt president i Kammarrätten.
Som ämbetsman hade han flera förtroendeuppdrag, som till exempel ledamot i alla Gustav IV Adolfs krigs- och statskonseljer, liksom uppdrag inom statsberedningen, ledamot i statsutskottet vid 1809 och 1810 års riksdagar samt fullmäktig i riksgäldskontoret och järnkontoret.
Fredrik Tersmeden var far till Wilhelm Fredrik Tersmeden.